# Acrolepia canachopis
Acrolepia canachopis is een vlinder uit de familie koolmotten (Plutellidae). De wetenschappelijke naam van deze soort is voor het eerst geldig gepubliceerd in 1913 door Meyrick.
De soort komt voor in het Afrotropisch gebied.